# Trockenrasen am Oderbruch
Trockenrasen am Oderbruch este o arie protejată (sit de importanță comunitară — SCI) din Germania întinsă pe o suprafață de 129,04 ha, integral pe uscat.

## Localizare
Centrul sitului Trockenrasen am Oderbruch este situat la coordonatele 52°28′57″N 14°27′27″E / 52.4825°N 14.4575°E.

## Înființare
Situl Trockenrasen am Oderbruch a fost declarat sit de importanță comunitară în martie 2004 pentru a proteja 2 specii de animale.

## Biodiversitate
Situată în ecoregiunea continentală, aria protejată conține 5 habitate naturale: Pajiști calcaroase din nisipuri xerice, Pajiști stepice subpanonice, Fânețe de joasă altitudine (Alopecurus pratensis, Sanguisorba officinalis), Păduri pe pante, grohotișuri și ravene de Tilio-Acerion, Păduri aluvionare cu Alnus glutinosa și Fraxinus excelsior (Alno-Padion, Alnion incanae, Salicion albae).
La baza desemnării sitului se află mai multe specii protejate de  păsări (2): sfrâncioc roșiatic (Lanius collurio), lăstun de mal (Riparia riparia).
Pe lângă speciile protejate, pe teritoriul sitului au mai fost identificate 31 de specii de plante.